# Panga (Mustjala)
Panga – wieś w Estonii, w prowincji Sarema, w gminie Mustjala.